# Бориславська міська рада
Борисла́вська міська́ ра́да — орган місцевого самоврядування у Львівській області України з адміністративним центром Бориславської міської громади у місті обласного значення Бориславі.

## Загальні відомості
- Територія ради: 161,8 км²
- Населення ради: 39 526 осіб (станом на 2021 рік)
- Територією ради протікає річка Тисмениця.

## Історія
Перша відома нам писемна згадка, що збереглася в офіційних державних документах, про Борислав є у грамоті від 19 березня 1387 р. Сучасне місто Борислав знаходиться на території старовинних історичних поселень – Борислава, Бані Котівської, Губич, Мразниці та Тустанович, які наприкінці XIX ст. діяли на підставі закону про сільські громади від 12.08.1866 р., однак, через фактичний великий промисловий, суспільний та урбанізаційний розвиток, із другої половини ХІХ ст., громади Борислава та Тустанович із 07.03.1906 р. юридично почали діяти на підставі закону від 03.07.1896 р. про громади міст та містечок. Отож, із цього часу юридично та фактично Борислав та Тустановичі стали містами (містечками) з підпорядкуванням Дрогобицькому староству. На підставі пропозицій громадськості та Постанови Ради Міністрів тодішньої Польщі від 20.05.1930 р. до міста Борислава були приєднані навколишні поселення – м. Тустановичі, с. Баня Котівська, с. Губичі та с. Мразниця, які фактично 03.02.1931 р. утворили так званий „Великий” Борислав площею 60 кв. км із населенням 42 000 осіб. За своєю територію Борислав був третім містом після столиці Варшави та промислового м. Лодзі, а також третім у Львівському воєводстві, за кількістю населення, після Львова і Перемишля. Бориславське міське громадське майно в цей час оцінювалося на близько 11 млн. злотих. 26.07.1933 р. юридично ще були затверджені й нові міські права міста Борислава. Із 1934 р. місто Борислав було вилучено з підпорядкування Дрогобицького староства (повіту) й став містом Львівського воєводського (обласного) підпорядкування.

## Населені пункти
Міській раді підпорядковані:
- м. Борислав
- с. Попелі
- с. Уріж
- с. Винники
- с. Мокряни
- с. Підмонастирок
- с. Ясениця-Сільна

## Населення
Розподіл населення за віком та статтю (2001):
| Стать | Всього | До 15 років | 15-24 | 25-44 | 45-64 | 65-85 | Понад 85 |
| --- | ------ | ----------- | ----- | ----- | ----- | ----- | -------- |
| Чоловіки | 18 841 | 3834        | 2972  | 5824  | 4237  | 1893  | 81       |
| Жінки | 21 858 | 3699        | 3011  | 6276  | 5243  | 3421  | 208      |
| \| Статево-вікова піраміда \| Статево-вікова піраміда \| Статево-вікова піраміда \| \| ----------------------- \| ----------------------- \| ----------------------- \| \| Чоловіки \| Вік \| Жінки \| \| 81 \| 85 + \| 208 \| \| 146 \| 80-84 \| 345 \| \| 376 \| 75-79 \| 801 \| \| 659 \| 70-74 \| 1176 \| \| 712 \| 65-69 \| 1099 \| \| 863 \| 60-64 \| 1187 \| \| 792 \| 55-59 \| 985 \| \| 1189 \| 50-54 \| 1444 \| \| 1393 \| 45-49 \| 1627 \| \| 1581 \| 40-44 \| 1807 \| \| 1426 \| 35-39 \| 1531 \| \| 1403 \| 30-34 \| 1484 \| \| 1414 \| 25-29 \| 1454 \| \| 1380 \| 20-24 \| 1441 \| \| 1592 \| 15-20 \| 1570 \| \| 1512 \| 10-14 \| 1472 \| \| 1255 \| 5-9 \| 1281 \| \| 1067 \| 0-4 \| 946 \| |        |             |       |       |       |       |          |
| Статево-вікова піраміда |        |             |       |       |       |       |          |
| Чоловіки | Вік    | Жінки       |       |       |       |       |          |
| 81 | 85 +   | 208         |       |       |       |       |          |
| 146 | 80-84  | 345         |       |       |       |       |          |
| 376 | 75-79  | 801         |       |       |       |       |          |
| 659 | 70-74  | 1176        |       |       |       |       |          |
| 712 | 65-69  | 1099        |       |       |       |       |          |
| 863 | 60-64  | 1187        |       |       |       |       |          |
| 792 | 55-59  | 985         |       |       |       |       |          |
| 1189 | 50-54  | 1444        |       |       |       |       |          |
| 1393 | 45-49  | 1627        |       |       |       |       |          |
| 1581 | 40-44  | 1807        |       |       |       |       |          |
| 1426 | 35-39  | 1531        |       |       |       |       |          |
| 1403 | 30-34  | 1484        |       |       |       |       |          |
| 1414 | 25-29  | 1454        |       |       |       |       |          |
| 1380 | 20-24  | 1441        |       |       |       |       |          |
| 1592 | 15-20  | 1570        |       |       |       |       |          |
| 1512 | 10-14  | 1472        |       |       |       |       |          |
| 1255 | 5-9    | 1281        |       |       |       |       |          |
| 1067 | 0-4    | 946         |       |       |       |       |          |

## Склад ради
Рада складається з 34 депутатів та голови.
- Міський голова: Яворський Ігор Романович
- Секретар міської ради: Химин Юрій Мирославович

- https://boryslavrada.gov.ua/deputaty-miskoi-rady-viii-demokratychnoho-sklykannia/ [Архівовано 15 квітня 2021 у Wayback Machine.]

### Керівний склад попередніх скликань
| ПІБ                       | Основні відомості                                               | Дата обрання | Дата звільнення |
| ------------------------- | --------------------------------------------------------------- | ------------ | --------------- |
| Іваницький Олег Євгенович | Міський голова, 1946 року народження, безпартійний              | 26.03.2006   | 13.04.2010      |
| Фірман Володимир Стахович | Міський голова, 1963 року народження, освіта вища, безпартійний | 31.10.2010   |                 |

Примітка: таблиця складена за даними джерела

### Депутати
За результатами місцевих виборів 2010 року:
- Кількість депутатських мандатів: 46
- Кількість депутатських мандатів, отриманих за результатами виборів: 45

#### За суб'єктами висування
| Суб'єкт висування                                       | Кількість обраних депутатів | %    |
| ------------------------------------------------------- | --------------------------- | ---- |
| Політична партія «Фронт Змін»                           | 23                          | 51,1 |
| Політична партія Всеукраїнське об'єднання «Свобода»     | 7                           | 15,6 |
| Республіканська християнська партія                     | 4                           | 8,9  |
| Партія захисників Вітчизни                              | 3                           | 6,7  |
| Політична партія «Наша Україна»                         | 3                           | 6,7  |
| Політична партія Всеукраїнське об'єднання «Батьківщина» | 2                           | 4,4  |
| Партія регіонів                                         | 1                           | 2,2  |
| Політична партія «За Україну!»                          | 1                           | 2,2  |
| Українська республіканська партія «Собор»               | 1                           | 2,2  |

#### За округами
| № округу | Прізвище, ім'я, по батькові         | Дата визнання обраним | Освіта                    | Партійна приналежність                           | Відомості про обраного депутата                                                                    |
| -------- | ----------------------------------- | --------------------- | ------------------------- | ------------------------------------------------ | -------------------------------------------------------------------------------------------------- |
| б/м      | Барнацький Богдан Степанович        | 04.11.2010            | Освіта середня спеціальна | член Партії захисників Вітчизни                  | пенсіонер                                                                                          |
| б/м      | Когут Богдан Михайлович             | 04.11.2010            | Освіта вища               | позапартійний                                    | СВК УДДУ ПВП у Львівській обл., оперуповноважений оперативної групи СВК УДДУ ПВП у Львівській обл. |
| 22       | Маринін Володимир Степанович        | 04.11.2010            | Освіта вища               | член Партії захисників Вітчизни                  | Прикарпатське УБР, провідний інженер СОП і Е БЕ                                                    |
| б/м      | Макоус Зіновій Йосипович            | 04.11.2010            | Освіта вища               | член Партії регіонів                             | ТзОВ «Тисьмениця», начальник дільниці                                                              |
| б/м      | Чабан Василь Іванович               | 04.11.2010            | Освіта вища               | член Всеукраїнського об'єднання «Батьківщина»    | Бориславська міська рада, секретар міської ради                                                    |
| б/м      | Мутка Наталія Михайлівна            | 04.11.2010            | Освіта вища               | член Всеукраїнського об'єднання «Батьківщина»    | тимчасово не працює                                                                                |
| б/м      | Химин Юрій Мирославович             | 04.11.2010            | Освіта вища               | член Всеукраїнського об'єднання «Свобода»        | приватний підприємець                                                                              |
| б/м      | Черкашин Юрій Сергійович            | 04.11.2010            | Освіта незакінчена вища   | член Всеукраїнського об'єднання «Свобода»        | студент                                                                                            |
| б/м      | Одрехівська Лілія Петрівна          | 04.11.2010            | Освіта вища               | член Всеукраїнського об'єднання «Свобода»        | тимчасово не працює                                                                                |
| б/м      | Угрин Андрій Зенонович              | 04.11.2010            | Освіта вища               | член Всеукраїнського об'єднання «Свобода»        | приватний підприємець                                                                              |
| б/м      | Гобдич Андрій Йосифович             | 04.11.2010            | Освіта середня спеціальна | член Всеукраїнського об'єднання «Свобода»        | приватний підприємець                                                                              |
| 2        | Дорожовець Тарас Юрійович           | 04.11.2010            | Освіта вища               | член Всеукраїнського об'єднання «Свобода»        | НАСК «Оранта», страховий агент                                                                     |
| 21       | Краснопольський Орест Володимирович | 04.11.2010            | Освіта вища               | член Всеукраїнського об'єднання «Свобода»        | ТОВ «Спецмонтаж-426», технічний директор                                                           |
| 23       | Пронів Євген Васильович             | 04.11.2010            | Освіта вища               | позапартійний                                    | загальноосвітня школа № 2 смт Східниці, директор                                                   |
| б/м      | Кобилецький Ігор Миколайович        | 04.11.2010            | Освіта вища               | член Політичної партії «Наша Україна»            | ТзОВ «КІМ» м. Борислав, директор                                                                   |
| б/м      | Галушка Іванна Михайлівна           | 04.11.2010            | Освіта вища               | член Політичної партії «Наша Україна»            | підприємець                                                                                        |
| 13       | Піх Василь Миколайович              | 04.11.2010            | Освіта середня            | член Політичної партії «Наша Україна»            | ПП Стецун Ю. А., майстер бригади                                                                   |
| б/м      | Зварич Олександр Йосифович          | 04.11.2010            | Освіта вища               | член Політичної партії «Фронт Змін»              | МКП «Мажор», директор                                                                              |
| б/м      | Городиський Олег Богданович         | 04.11.2010            | Освіта вища               | член Політичної партії «Фронт Змін»              | Бориславська ЦМЛ, лікар-хірург                                                                     |
| б/м      | Андросов Андрій Георгійович         | 04.11.2010            | Освіта вища               | член Політичної партії «Фронт Змін»              | Торговий центр «Верховина», м. Борислав, приватний підприємець                                     |
| б/м      | Яворський Роман Степанович          | 04.11.2010            | Освіта вища               | член Політичної партії «Фронт Змін»              | Магазин будівельних матеріалів, м. Борислав, директор                                              |
| б/м      | Костів Андрій-Василь Орестович      | 04.11.2010            | Освіта вища               | член Політичної партії «Фронт Змін»              | Бориславське газопереробне виробництво Волинського ГПЗ ВАТ «Укрнафта», начальник                   |
| б/м      | Радецький Андрій Михайлович         | 04.11.2010            | Освіта вища               | член Політичної партії «Фронт Змін»              | НГВУ «Борислав-нафтогаз», механік                                                                  |
| б/м      | Василишин Маркіян Романович         | 04.11.2010            | Освіта вища               | член Політичної партії «Фронт Змін»              | Приватний медичний кабінет, лікар-стоматолог                                                       |
| б/м      | Кравцов Костянтин Олександрович     | 04.11.2010            | Освіта середня спеціальна | член Політичної партії «Фронт Змін»              | ТзОВ «Фаворит інцест», заступник директора                                                         |
| б/м      | Панів Юрій Миколайович              | 04.11.2010            | Освіта вища               | член Політичної партії «Фронт Змін»              | Продюсерський центр «Туарон», м. Київ, стажист                                                     |
| 1        | Михаць Ігор Романович               | 04.11.2010            | Освіта вища               | член Політичної партії «Фронт Змін»              | Пекарня, кондитерський цех, мережа магазинів «Альф», м. Борислав, директор                         |
| 3        | Мельников Олександр Валерійович     | 04.11.2010            | Освіта вища               | член Політичної партії «Фронт Змін»              | НГВУ «Бориславнафтогаз», начальник служби розробки нафтових родовищ                                |
| 4        | Ліцман Володимир Миколайович        | 04.11.2010            | Освіта вища               | член Політичної партії «Фронт Змін»              | пенсіонер                                                                                          |
| 5        | Городиський Богдан Миколайович      | 04.11.2010            | Освіта вища               | член Політичної партії «Фронт Змін»              | Приватне підприємство «БООР», директор                                                             |
| 6        | Кікіс Роман Ігорович                | 04.11.2010            | Освіта вища               | член Політичної партії «Фронт Змін»              | Центр обслуговування клієнтів ПАТ «Про100 страхівання», начальник                                  |
| 8        | Гопшта Михайло Володимирович        | 04.11.2010            | Освіта вища               | член Політичної партії «Фронт Змін»              | ДЮСШ «Атлант», директор                                                                            |
| 9        | Яворський Ігор Романович            | 04.11.2010            | Освіта вища               | член Політичної партії «Фронт Змін»              | ТОВ ВТП «Всесмак Плюс», директор                                                                   |
| 11       | Кірчей Андрій Володимирович         | 04.11.2010            | Освіта вища               | член Політичної партії «Фронт Змін»              | приватний підприємець                                                                              |
| 12       | Паньків Галина Осипівна             | 04.11.2010            | Освіта вища               | член Політичної партії «Фронт Змін»              | Бориславський міський нотаріальний округ, приватний нотаріус                                       |
| 14       | Мельник Ігор Володимирович          | 04.11.2010            | Освіта вища               | член Політичної партії «Фронт Змін»              | Бориславський палац культури, директор                                                             |
| 15       | Головчак Віталій Степанович         | 04.11.2010            | Освіта вища               | член Політичної партії «Фронт Змін»              | Бориславська ЦМЛ, лікар-травматолог                                                                |
| 17       | Ревкевич Віктор Володимирович       | 04.11.2010            | Освіта вища               | член Політичної партії «Фронт Змін»              | ТОВ «Етол-Україна», фінансовий директор                                                            |
| 18       | Кравецький Ігор Чеславович          | 04.11.2010            | Освіта середня            | член Політичної партії «Фронт Змін»              | Гуртівні «Альфа» та «Рогачка», директор                                                            |
| 19       | Ровенський Андрій Костянтинович     | 04.11.2010            | Освіта середня спеціальна | член Політичної партії «Фронт Змін»              | Бориславська фабрика вікон, директор                                                               |
| б/м      | Лазар Михайло Іванович              | 04.11.2010            | Освіта вища               | член Республіканської Християнської партії       | БЦМЛ, зав. відділенням                                                                             |
| б/м      | Манько Володимир Зіновійович        | 04.11.2010            | Освіта вища               | член Республіканської Християнської партії       | ТОВ «Стайл Буд», комерційний директор                                                              |
| 7        | Станько Микола Володимирович        | 04.11.2010            | Освіта вища               | член Республіканської Християнської партії       | Бориславська ЦМЛ, лікар-хірург                                                                     |
| 10       | Хауляк Володимир Іванович           | 04.11.2010            | Освіта вища               | позапартійний                                    | ЗАТ «Трускавецькурорт», заступник директора з економіки та фінансів                                |
| 16       | Драган Володимир Іванович           | 04.11.2010            | Освіта вища               | член Української республіканської партії «Собор» | Бориславська державна гімназія, заступник директора                                                |